# José Pinto da Luz
José Pinto da Luz (Desterro, 1843 — 1903) foi um almirante da Marinha do Brasil. Filho do comendador João Pinto da Luz.
Lutou na Guerra do Paraguai, tendo também comandado a Escola de Aprendizes Marinheiros.
Durante a revolta da Armada, no Rio de Janeiro, José Pinto da Luz, ocupando a patente de capitão-de-mar-e-guerra, rechaçou as investidas dos revoltosos que tiveram que abandonar a Baía da Guanabara e rumaram para o Sul, onde depararam com um ambiente mais favorável às suas pretensões.
José Pinto da Luz exerceu o cargo de ministro da marinha no governo Campos Sales, de 19 de agosto de 1899 a 15 de novembro de 1902.